# Wagner (St. Paul)

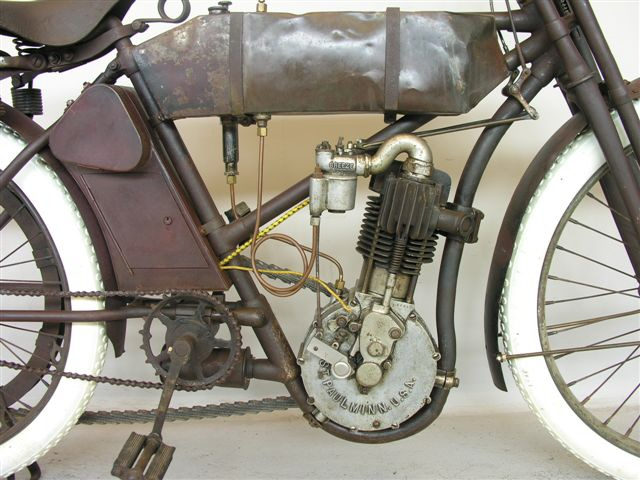
Eigen motorblok van Wagner. Let ook op het loop frame.

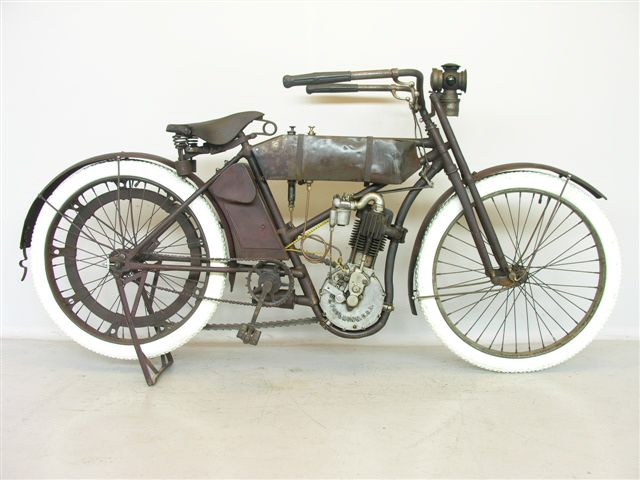
Wagner 4 pk uit 1911

Wagner is een historisch merk van motorfietsen.
Wagner Motorcycle Company, St. Paul, Minnesota (1901-1914).
Het is een vroeg Amerikaans merk, dat 1½-, 2- en 2½ pk motoren inbouwde, die soms van eigen fabricaat waren, maar soms ook bij Thor in Aurora gekocht werden. Over de ontstaansgeschiedenis bestaat enige twijfel, omdat sommige bronnen spreken over 1904 als beginjaar en enkele zelfs over 1909.
Het merk werd mogelijk minder bekend door zijn motorfietsen als wel door Clara Wagner, dochter van de oprichter, die in 1910 een lange-afstandsrace van Chicago naar Indianapolis volbracht met een machine van haar vader. Ze was toen 18 jaar en reed de hele afstand zonder één strafpunt op te lopen. Een onderneming die nu nog opzien zou baren, laat staan in 1910. Zij reed buiten mededinging mee, wellicht omdat ze een vrouw was.